# Jacqueville (underprefektur)
Jacqueville är en underprefektur i Elfenbenskusten. Den ligger i departementet med samma namn, i den södra delen av landet, 200 km söder om huvudstaden Yamoussoukro.